# Высокосы
Высокосы — деревня в Шиковской волости Островского района Псковской области.
Расположена в 50 км к востоку от города Острова и в 5 км к северу от волостного центра, деревни Шики.
Численность населения деревни по состоянию на 2000 год составляла 7 человек.